# Емелія Бернс
Емелія Джейн Бернс (англ. Emelia Jane Burns; народилася 18 лютого 1982) — австралійська актриса, зіграла ролі у фільмах і телесеріалах.

## Кар'єра
Після навчання в різних навчальних закладах Квінсленда Емелія Бернс отримала диплом про підвищення кваліфікації в галузі кіно, телебачення та драми. Вона знялася у численних рекламних роликах, навчальних відео та короткометражних фільмах та співала в різних групах по всьому Квінсленду. Спочатку вона отримувала невеликі ролі в різних телесеріалах. У 2006 році вона отримала роль другого плану в американському повнометражному фільмі Засуджені, сценаристом і режисером якого став Скотт Вайпер; знялася у ролі Ясантви, засудженої в камері смертників з Гани, яку перевезли на віддалений острів для участі в телевізійному шоу про нелегальне полювання на людей. Бернс також з'явилася у фільмі жахів «Не бійся темряви» 2011 року.
Бернс добре відома своєю роллю Діви у двох сезонах дитячого телесеріалу «Принцеса слонів». Вона також з'явилася в мінісеріалі «Попередня дружина» як Мудава, «Морський патруль» як Зурая, молодіжному телесеріалі «H2O: Просто додай води» і в «Хроніках Шаннари» як командор Тілтон.
Емелія живе в Мельбурні.

## Фільмографія
| Рік       |   | Українська назва          | Оригінальна назва           | Роль                                     |
| --------- | - | ------------------------- | --------------------------- | ---------------------------------------- |
| 2006      | с | H2O: Просто додай води    | H2O: Just Add Water         | медсестра (серія «Under the Weather»)    |
| 2007      | ф | Засуджені                 | The Condemned               | Ясантва Адей                             |
| 2007      | с | Попередня дружина         | The Starter Wife            | Мудава (серія «Hour 1»)                  |
| 2008      | с | Морський патруль          | Sea Patrol                  | Зурая (серія «Rules of Engagement»)      |
| 2008—2011 | с | Принцеса слонів           | The Elephant Princess       | Діва (головна роль)                      |
| 2010      | ф | Не бійся темряви          | Don't Be Afraid of the Dark | офіціантка                               |
| 2011      | с | Terra Nova                | Terra Nova                  | капрал Рейлі (повторювана роль)          |
| 2013—2014 | с | Сусіди                    | Neighbours                  | Менді Едвардс (3 епізоди)                |
| 2015      | с | Кінець дитинства          | Childhood's End             | репортер Ch 5 (серія «The Overlords»)    |
| 2016      | с | Хроніки Шаннари           | The Shannara Chronicles     | командор Діана Тілтон (повторювана роль) |
| 2018      | с | Еш проти зловісних мерців | Ash vs Evil Dead            | Зої (4 серії)                            |